# Martin Hollis (philosophe)
Pour les articles homonymes, voir Martin Hollis (homonymie).
Martin Hollis (Londres, 14 mars 1938 - 27 février 1998) est un philosophe et universitaire britannique. Il est fils de diplomate, et le neveu de  Roger Hollis, ancien directeur général du MI5.
Martin Hollis fait de la raison le pilier de sa philosophie et ses réflexions. Il fait la tentative de réhabiliter le profit maximal cher aux économistes à travers sa justification par  la morale et les vertus intellectuelles. Il a édité des textes en collaboration avec des économistes, des théoriciens du domaine de la politique et des relations internationales et des sociologues.
Hollis  reconnaît avoir subi l’influence de Strawson. Il a en outre en grande estime les idées de Jean-Jacques Rousseau. Selon lui le contrat social formulé par Rousseau est  un « changement remarquable pour l'homme », qui de plus, très terre à terre, réconcilie l’autonomie et le devoir, la confiance et la raison sociale.
Hollis se fait le défendeur fervent de la raison du gain économique, il faudrait nous y accommoder selon lui, contre « les menaces de la rationalité du relativisme en sciences sociales des années 1960 » et ceux « en tonalités plus séduisantes, du postmodernisme des années 1990 ».

## Citation de Hollis
« Le renard connaît bien des choses et le hérisson une seule, mais une très importante. » Cette phrase est en réalité la citation d'un vers du poète grec Archiloque, dont la traduction canonique est : « le renard sait beaucoup de choses, mais le hérisson une seule grande ». L'image a ensuite été reprise, surtout dans les cercles du monde académique anglo-saxon, notamment par le philosophe britannique Isaiah Berlin, qui a écrit en 1953 un essai titré Le Hérisson et le Renard (repris dans Les Penseurs russes, trad. fr. 1984), l'anthropologue américain Clifford Geertz et le paléontologue américain Stephen Jay Gould, auteur d'un essai paru en français en 2003 sous le titre : Le Renard et le Hérisson : comment combler le fossé entre la science et les humanités ? (The Hedgehog, the Fox, and the Magister's Pox). La linguiste Irène Tamba a consacré un essai très érudit au parcours sinueux de cette union symbolique intitulé Le Hérisson et le renard : une piquante alliance (Klincksieck, 2012).

## Publications
- Rational Economic Man (with E.J. Nell), 1975.
- Models of Man, 1977.
- Invitation to Philosophy, 1985.
- The Cunning of Reason, 1988.
- Explaining and Understanding International Relations (with S. Smith), 1990.
- Trust within Reason, 1998.